# Fiat 2800
O Fiat 2800 é um modelo de carro produzido pela fabricante italiana Fiat entre 1938 e 1944.
Foi o primeiro Fiat com a nova parte frontal pontiaguda, o nariz "musone". A limusine continuou em produção até 1941.
Entre 1938 e 1944, apenas 624 Fiat 2800 (ambos os tipos) foram produzidos.

## Motor
- Tipo de motor: motor de seis cilindros em linha, válvulas no cabeçote
- Capacidade do motor: 2.852 cc
- Potência do motor: 85 PS (63 kW; 84 hp) a 4.000 rpm
- Velocidade máxima: 130 km/h

## Fiat 2800 CMC
Este modelo continuou em produção até 1943, com um último sendo concluído em 1944.